# Naxos (Sicilia)

Mapa de algunas de las ciudades de Sicilia en la Antigüedad. Naxos estaba ubicada en el noreste de la isla.

Naxos (latín Naxus) fue una antigua ciudad griega de Sicilia en la costa este de la isla entre Catania y Mesina. Estaba en la desembocadura del Acesines en el lugar donde después se construyó Tauromenio.

## Historia
Se cree que fue la primera ciudad griega de Sicilia, y fue fundada un año antes de Siracusa, el 736 a. C., por colonos de Calcis en Eubea, y algunos jónicos. El fundador, según Tucídides, fue Tucles, supuestamente ateniense, pero Tucídides otorga a la ciudad carácter únicamente calcídico. Fue fundada bajo la advocación de Apolo Arquegeta. El nombre seguramente le fue dado por la presencia entre los colonos de gente de la isla de Naxos.
Al cabo de poco tiempo llegaron a Naxos nuevos colonos y Naxos fundó una colonia que se llamó Leontinos en 730 a. C., fundada por el mismo Tucles, y después la de Catania, fundada por el calcídico Evarco. Otra colonia fue Calípolis, de localización incierta, y que desapareció muy pronto.
Por Heródoto se sabe que fue conquistada por Hipócrates de Gela hacia el 498-491 a. C., que probablemente la sometió, y después pasó a Gelón de Siracusa y a su hermano Hierón I bajo el que aparece en 476 a. C. En este año los habitantes de Naxos y los de Catana fueron trasladados a Leontinos y las dos ciudades fueron repobladas con colonos de otros lugares.
Tras la muerte de Hierón no aparece en las luchas que siguieron, pero parece que fue restaurada su antigua población calcídica igual que pasó en Catania (461 a. C.) y las tres ciudades calcídicas (Naxos, Catania y Leontino) aparecen unidas y aliadas contra Siracusa y otras ciudades dóricas.
En 427 a. C. cuando Leontinos fue atacada por Siracusa, Catania y Naxos le enviaron ayuda y cuando llegó la primera expedición ateniense dirigida por Laques y Careades, Naxos entró inmediatamente en alianza, mientras que Mesina, tradicional enemiga, estaba en el otro bando.
Mesina atacó a Naxos el 425 a. C. por tierra y mar, pero fue rechazada. El 415 a. C. en la segunda expedición ateniense, Naxos se alió con los atenienses y recibió a la flota en la ciudad. Naxos y Catana son mencionadas como las únicas ciudades de la isla que estuvieron al lado de los atenienses. Después del fracaso de la expedición, las ciudades calcídicas hicieron frente a Siracusa, pero la guerra fue suspendida el 409 a. C. ante el peligro cartaginés. Pero el 403 a. C. Dionisio el Viejo se apoderó de la ciudad a traición, y vendió a todos los habitantes como esclavos y destruyó murallas y edificios, cediendo el territorio a los sículos vecinos.
Los sículos establecieron en el territorio recibido una nueva ciudad en el Monte Taurus que acabó llevando el nombre de Tauromenio (hacia el 396 a. C.). Los sículos aún dominaban la ciudad unos años después.
Los exiliados de Naxos formaban un grupo considerable y el 394 a. C. se establecieron con ayuda de Regio en Milas, pero fueron rápidamente expulsados por Mesina y acabaron dispersos por toda Sicilia hasta que el 358 a. C. Andrómaco, el padre del historiador Timeo los reunió de nuevo y se establecieron en Tauromenio, que se convirtió en ciudad griega sucesora de Naxos.
Actualmente el lugar donde se asentaba la ciudad es llamado Capo di Schiso, y está cerca del río Alcantara; la ciudad moderna se llama Taormina.